# Androlymnia incurvata
Androlymnia incurvata är en fjärilsart som beskrevs av Alfred Ernest Wileman och Reginald James West 1929.
Androlymnia incurvata ingår i släktet Androlymnia och familjen nattflyn. Inga underarter finns listade i Catalogue of Life.